# Flygsandfältet vid Dammsjön
Flygsandfältet vid Dammsjön är ett naturreservat i Säters kommun mellan Säter och Smedjebacken, i norra änden av sjön Dammsjön.
Reservatet består av ett flygsandfält med fem stora dyner som bildats efter inlandsisens avsmältning.